# المرآة والضوء
المرآة والضوء (بالإنجليزية: The Mirror & The Light) رواية تاريخية للكاتبة البريطانية هيلاري مانتل. صدرت في مارس 2020، عبر دار فورث إيستيت في بريطانيا. ترشحت الرواية ضمن القائمة الطويلة لجائزة مان بوكر الأدبية العالمية 2020. وهي ختام سلسلة هيلاري حول (توماس كرومويل)، التي بدأتها برواية (قصر الذئاب) 2009، و(أخرجوا الجثث) 2012، اللتان حصلتا على جائزة مان بوكر أيضًا. تدور أحداثا الرواية خلال الفترة 1536-1540، وتوثق بشكل خاص نهاية (توماس كرومويل) وزير الملك هنري الثامن بعد صعوده للسلطة، حتى وفاته بالإعدام عام 1540. ترجمت إلى لغات عدة، كالألمانية والسويدية والبرتغالية والهولندية والفنلدنية.